# Давньоверхньонімецька мова

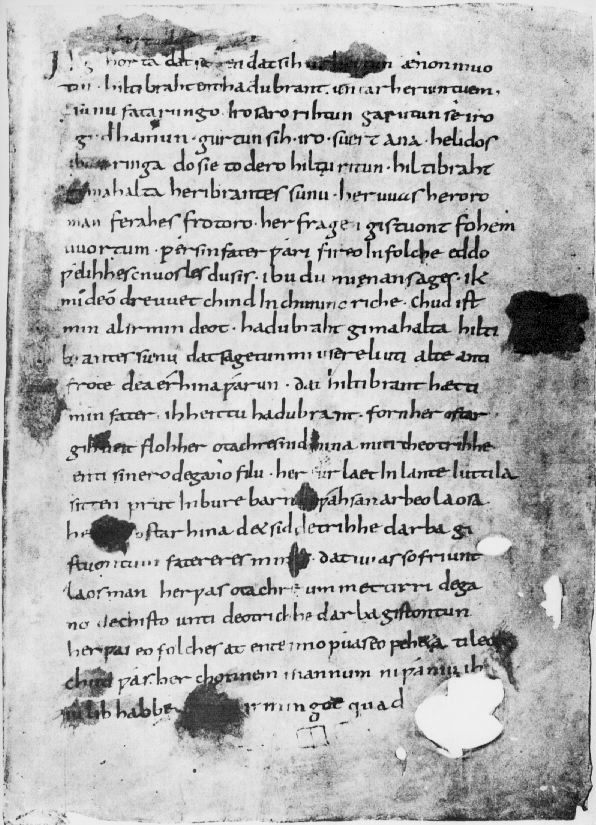
Сторінка з «Пісні про Гільдебранда», складеної давньоверхньонімецькою мовою

Давньоверхньонімецька мова (нім. Althochdeutsch) — найдавніша засвідчена в письмовому вигляді форма німецької мови. Охоплює часовий період з 750 по 1050. Проте слід враховувати, що тимчасові рамки умовні, тому що зміни в мові по провідних параметрах хронологічно не завжди збігаються. Крім того, різні дослідники пропонують різні періодизації давньоверхньонімецької мови.
Давньоверхньонімецька — це не єдина і однорідна мова, як можна було б зрозуміти з визначення, а позначення для групи східнонімецьких діалектів, на яких говорили південніше від так званої лінії Бенрат, що проходить від Дюссельдорфського району «Бенрат» (приблизно в західно-східному напрямку). Ці діалекти відрізнялися від інших західнонімецьких мов або діалектів наявністю другого пересування приголосних. В діалектах північніше лінії Бенрат (в районі північно-германської низовини і на території сучасних Нідерландів) другого пересування приголосних не було. Ці діалекти отримали назву давньосаксонських (рідше давньонижньонімецьких). З давньосаксонських мов розвинулися середньо- та новонижньонімецька .
Оскільки давньоверхньонімецька являла собою групу близько споріднених діалектів, у ранньому Середньовіччі не було єдиної писемної мови. Давньоверхньонімецькими пам'ятками літератури були переважно релігійні тексти (молитви, переклади Біблії), кілька західних віршів («Пісня про Гільдебранда») або просто написи, заклинання тощо
Для давньоверхньонімецької було характерно повнозвучне звучання закінчень, наприклад:
| Давньоверхньонімецька | середньоверхньонімецька |
| --------------------- | ----------------------- |
| machôn                | machen                  |
| taga                  | Tage                    |
| demu                  | dem                     |
| perga                 | Berge                   |

У X столітті у зв'язку з політичною обстановкою писемність загалом і складання та фіксування текстів на німецькій мові особливо занепали. Відродження писемності німецькою мовою надалі спостерігається тільки в 1050 році. Оскільки письмова спадщина XI століття суттєво відрізняється за формою звучання і граматикою від більш ранніх текстів, німецьку мову з 1050 року позначають як середньоверхньонімецька.